# Pierre Canivet
Pierre Henri Canivet (París, 22 de maig de 1890 - Garches, Alts del Sena, 25 de gener de 1982) va ser un jugador de cúrling i tennista francès, que va competir a començaments del segle xx.
El 1924 va prendre part en els Jocs Olímpics de Chamonix, on guanyà la medalla de bronze en la competició de cúrling formant equip amb Henri Cournollet, Georges André, Armand Bénédic, Robert Planque i Henri Aldebert.
Com a tennista o guanyà cap títol, però el 1921 va perdre la final de la Copa Porée contra Marcel Dupont (6-0, 6–0, 6-2). Va disputar les edicions de 1925 i 1926 del Torneig de Roland Garros, quedant eliminat en ambdós casos en segona ronda.